# Melgar de Yuso (kommunhuvudort)
Melgar de Yuso är en kommunhuvudort i Spanien.   Den ligger i provinsen Provincia de Palencia och regionen Kastilien och Leon, i den norra delen av landet, 210 km norr om huvudstaden Madrid. Melgar de Yuso ligger 772 meter över havet och antalet invånare är 345.
Terrängen runt Melgar de Yuso är platt åt nordväst, men åt sydost är den kuperad. Runt Melgar de Yuso är det glesbefolkat, med 9 invånare per kvadratkilometer. Närmaste större samhälle är Astudillo, 7,5 km söder om Melgar de Yuso. Trakten runt Melgar de Yuso består till största delen av jordbruksmark.